# Iglesia de Todos los Santos (Long Whatton)
La Iglesia de Todos los Santos (All Saints) se encuentra en el pueblo de Long Whatton, Leicestershire, Inglaterra. Es una iglesia parroquial anglicana activa en el decanato de Akeley East, el archidiácono de Loughborough y la diócesis de Leicester. La iglesia está registrada en la Lista del Patrimonio Nacional de Inglaterra como un edificio designado de Grado II*.  
Data principalmente del siglo XIV, con una torre que data de finales del siglo XII o principios del XIII, y su etapa superior añadida en el siglo XV o XVI. La iglesia fue parcialmente reconstruida en 1865-66.  En 1931, el arquitecto Henry Paley (del estudio de arquitectura Austin y Paley, Lancaster) agregó un baptisterio en memoria de Lord Crawshaw.